# Helge Essmar
Helge Essmar, född 3 september 1901 i Kristiania (nuvarande Oslo), död där 30 mars 1972, var en norsk skådespelare.
Essmar scendebuterade 1928 som Aksel i Oskar Braatens Godvakker-Maren på Det norske teatret. Han var engagerade vid denna teater fram till 1971, undantaget åren 1933–1935 då han var vid Chat Noir. Han spelade i många av Braatens komedier men gjorde sig också bemärkt som Karl Albert i Olav Dunns Medmenneske.
Vid sidan av teatern verkade han som filmskådespelare. Han debuterade 1935 i kortfilmen Samhold må til och medverkade i sammanlagt 22 filmer 1935–1961 i olika biroller.

## Filmografi
- 1935 – Samhold må til
- 1938 – Ungen
- 1938 – Lenkene brytes
- 1940 – Godvakker-Maren
- 1946 – På kant med samhället
- 1946 – Jag var fånge på Grini
- 1946 – Englandsfarare
- 1947 – Sankt Hans fest
- 1949 – Aldri mer!
- 1949 – Gatpojkar
- 1949 – Svendsen går videre
- 1952 – Nödlandning
- 1955 – Pyromanen
- 1955 – Den blodiga vägen
- 1956 – Kvinnens plass
- 1957 – Peter van Heeren
- 1957 – På slaget åtte
- 1958 – Ut av mørket
- 1959 – Herren och hans tjänare
- 1960 – Venner
- 1960 – Veien tilbake
- 1961 – Hans Nielsen Hauge